# Ле-Шамбон-сюр-Ліньон
Ле-Шамбо́н-сюр-Ліньо́н (фр. Le Chambon-sur-Lignon) — муніципалітет у Франції, у регіоні Овернь-Рона-Альпи, департамент Верхня Луара. Населення — 2400 осіб (01.01.2021).
Муніципалітет розташований на відстані близько 450 км на південь від Парижа, 125 км на південний схід від Клермон-Феррана, 33 км на схід від Ле-Пюї-ан-Веле.

## Історія
Під час Другої світової війни мешканці села надали притулок і порятували від нацистів близько 2500 євреїв. Ізраїльський меморіальний центр Голокосту надав селу статус «Праведників народів світу».
До 2015 року муніципалітет перебував у складі регіону Овернь. Від 1 січня 2016 року належить до нового об'єднаного регіону Овернь-Рона-Альпи.

## Демографія
Динаміка населення (INSEE ):
Розподіл населення за віком та статтю (2006):
| Стать | Всього | До 15 років | 15-24 | 25-44 | 45-64 | 65-85 | Понад 85 |
| --- | ------ | ----------- | ----- | ----- | ----- | ----- | -------- |
| Чоловіки | 1300   | 244         | 160   | 240   | 428   | 196   | 32       |
| Жінки | 1384   | 216         | 112   | 280   | 423   | 274   | 79       |
| \| Статево-вікова піраміда \| Статево-вікова піраміда \| Статево-вікова піраміда \| \| ----------------------- \| ----------------------- \| ----------------------- \| \| Чоловіки \| Вік \| Жінки \| \| 32 \| 85 + \| 79 \| \| 20 \| 80-84 \| 64 \| \| 40 \| 75-79 \| 43 \| \| 76 \| 70-74 \| 79 \| \| 60 \| 65-69 \| 88 \| \| 88 \| 60-64 \| 127 \| \| 100 \| 55-59 \| 92 \| \| 128 \| 50-54 \| 88 \| \| 112 \| 45-49 \| 116 \| \| 80 \| 40-44 \| 84 \| \| 60 \| 35-39 \| 80 \| \| 36 \| 30-34 \| 56 \| \| 64 \| 25-29 \| 60 \| \| 64 \| 20-24 \| 44 \| \| 96 \| 15-20 \| 68 \| \| 124 \| 10-14 \| 88 \| \| 64 \| 5-9 \| 56 \| \| 56 \| 0-4 \| 72 \| |        |             |       |       |       |       |          |
| Статево-вікова піраміда |        |             |       |       |       |       |          |
| Чоловіки | Вік    | Жінки       |       |       |       |       |          |
| 32 | 85 +   | 79          |       |       |       |       |          |
| 20 | 80-84  | 64          |       |       |       |       |          |
| 40 | 75-79  | 43          |       |       |       |       |          |
| 76 | 70-74  | 79          |       |       |       |       |          |
| 60 | 65-69  | 88          |       |       |       |       |          |
| 88 | 60-64  | 127         |       |       |       |       |          |
| 100 | 55-59  | 92          |       |       |       |       |          |
| 128 | 50-54  | 88          |       |       |       |       |          |
| 112 | 45-49  | 116         |       |       |       |       |          |
| 80 | 40-44  | 84          |       |       |       |       |          |
| 60 | 35-39  | 80          |       |       |       |       |          |
| 36 | 30-34  | 56          |       |       |       |       |          |
| 64 | 25-29  | 60          |       |       |       |       |          |
| 64 | 20-24  | 44          |       |       |       |       |          |
| 96 | 15-20  | 68          |       |       |       |       |          |
| 124 | 10-14  | 88          |       |       |       |       |          |
| 64 | 5-9    | 56          |       |       |       |       |          |
| 56 | 0-4    | 72          |       |       |       |       |          |

## Економіка
2010 року серед 1569 осіб працездатного віку (15—64 років) 1042 були активними, 527 — неактивними (показник активності 66,4%, у 1999 році було 67,9%). З 1042 активних мешканців працювали 934 особи (482 чоловіки та 452 жінки), безробітними було 108 (53 чоловіки та 55 жінок). Серед 527 неактивних 169 осіб було учнями чи студентами, 182 — пенсіонерами, 176 були неактивними з інших причин.

У 2010 році в муніципалітеті числилось 1157 оподаткованих домогосподарств, у яких проживали 2429,5 особи, медіана доходів виносила 16 231 євро на одного особоспоживача